# Rafflesia patma
Rafflesia patma este o specie de plante parazite din genul Rafflesia, familia Rafflesiaceae, ordinul Malpighiales, descrisă de Carl Ludwig von Blume. Conform Catalogue of Life specia Rafflesia patma nu are subspecii cunoscute.